# Djiguenni
Djiguenni (ou Djigeni) est une ville et une commune du sud de la Mauritanie, située dans la région de Hodh Ech Chargui, à la frontière avec le Mali.

## Démographie
En 2000, Djiguenni comptait 44 100 habitants.